# 2.º distrito congresional de Pensilvania
El 2.º distrito congresional es un distrito congresional que elige a un Representante para la Cámara de Representantes de los Estados Unidos por el estado de Pensilvania.  Según la Oficina del Censo, en 2011 el distrito tenía una población de 628 122 habitantes. Actualmente el distrito está representado por el Demócrata Chaka Fattah.

## Geografía
El 2.º distrito congresional se encuentra ubicado en las coordenadas 40°0′55″N 75°13′20″O / 40.01528, -75.22222.

## Demografía
Según la Oficina del Censo de los Estados Unidos, en 2011 había 628 122 personas residiendo en el 2.º distrito congresional. De los 628 122 habitantes, el distrito estaba compuesto por 211 761 (33.7%) blancos; de esos, 202 481 (32.2%) eran blancos no latinos o hispanos. Además 365 915 (58.3%) eran afroamericanos o negros, 1 150 (0.2%) eran nativos de Alaska o amerindios, 36 345 (5.8%) eran asiáticos, 38 (0%) eran nativos de Hawái o isleños del Pacífico, 9 465 (1.5%) eran de otras razas y 12 728 (2%) pertenecían a dos o más razas. Del total de la población 26 133 (4.2%) eran hispanos o latinos de cualquier raza; 3 346 (0.5%) eran de ascendencia mexicana, 13 441 (2.1%) puertorriqueña y 1 173 (0.2%) cubana. Además del inglés, 1 687 (3.6%) personas mayor a cinco años de edad hablaban español perfectamente.
El número total de hogares en el distrito era de 252 502, y el 49% eran familias en la cual el 21.3 tenían menores de 18 años de edad viviendo con ellos. De todas las familias viviendo en el distrito, solamente el 24.4% eran matrimonios. Del total de hogares en el distrito, el 5 eran parejas que no estaban casadas, mientras que el 0.8% eran parejas del mismo sexo. El promedio de personas por hogar era de 2.37. 
En 2011 los ingresos medios por hogar en el distrito congresional eran de US$34 321, y los ingresos medios por familia eran de US$67 663. Los hogares que no formaban una familia tenían unos ingresos de US$127 149. El salario promedio de tiempo completo para los hombres era de US$46 057 frente a los US$40 297 para las mujeres. La renta per cápita para el distrito era de US$22 885. Alrededor del 20.9% de la población estaban por debajo del umbral de pobreza.